# Common Monetary Area

Die Mitgliedsstaaten der Common Monetary Area (CMA)

Die Common Monetary Area (CMA; deutsch etwa gemeinsames Währungsgebiet) ist eine Währungsunion im südlichen Afrika, unter Führung der Südafrikanischen Zentralbank (SARB). Sie wurde 1986 zwischen Südafrika, Lesotho und Swasiland (seit 2018 Eswatini) gegründet.
Die CMA ist eng an die Zollunion des Südlichen Afrika (SACU) gekoppelt. Nur Botswana ist Mitglied der SACU, aber nicht der CMA. Namibia trat 1992 bei.

## Geschichte
Die Common Monetary Area geht auf eine ältere, De-facto-Währungsunion im südlichen Afrika zurück. Nach der Gründung der SARB 1921 wurde die Währung der Südafrikanischen Union (dem späteren Südafrika) gesetzliches Zahlungsmittel in Basutoland (Lesotho), Swasiland, Betschuanaland (Botswana) und dem Mandatsgebiet Südwestafrika; es gab keinerlei grenzüberschreitenden Beschränkungen. Die Währung war bis 1961 das Südafrikanische Pfund, seitdem ist es der Rand.
Die südafrikanische Währung und die Alleinverwaltung dieser durch die SARB setzte sich auch nach der Unabhängigkeit von Basutoland (als Lesotho), Eswatini (als Swasiland) und Betschuanaland (als Botswana) in den 1960er Jahren fort. Zwischen diesen Ländern wurde am 5. Dezember 1974 formell mit der Rand Monetary Area (RMA) eine Währungsunion geschaffen. Botswana verließ diese ein Jahr später um eine eigenständige Geld- und Währungspolitik zu betreiben.
Als Swasiland 1974 mit einer eigenen Central Bank of Swaziland den Lilangeni und Lesotho 1980 mit der Central Bank of Lesotho den Loti als eigene Währungen einführten, wurde ihr Wechselkurs zum Rand auf 1:1 festgelegt. Der Rand blieb weiterhin gesetzliches Zahlungsmittel in diesen Ländern. Um diesen neuen Gegebenheiten Rechnung zu tragen, gründeten die drei Länder Südafrika, Swasiland und Lesotho im April 1986 die Common Monetary Area, in welchem das Recht zu nationalen Währungen mit Wechselkursparität zum Rand festgelegt wird. Lesotho schaffte daraufhin den Rand als gesetzliches Zahlungsmittel ab, obwohl der Rand weiterhin im Land in Gebrauch war. Erst im Herbst 2003 wurde der Rand wieder gesetzliches Zahlungsmittel in Lesotho.
Nach seiner Unabhängigkeit von Südafrika 1990 trat Namibia der CMA 1992 mit dem Namibia-Dollar (ab 1993) mit 1:1 Parität zum Rand bei.

## Institutioneller Rahmen
Die CMA zielt auf eine ausgewogene, alle Mitgliedsländer umfassende, ökonomische Entwicklung. Darüber hinaus soll der Aufstieg der schwächeren Staaten der CMA so vorangetrieben werden, dass alle Mitgliedsstaaten gleichermaßen von der Vereinbarung profitieren.
Gemäß Artikel 2 des CMA-Vertrags haben alle Mitgliedsländer das Recht, eigene Währungen auszugeben. Diese (Loti, Namibia-Dollar und Lilangeni) sind mit Wechselkursparität an den südafrikanischen Rand gekoppelt. Der Rand ist darüber hinaus legales Zahlungsmittel in allen Ländern. Demgemäß kommt der SARB die Rolle der Zentralbank für die gesamte CMA zu. Südafrika entschädigt die Mitgliedsländer für den entgangenen Münzgewinn aus der Münzprägung gemäß einer im Vertrag festgelegten Formel.
Artikel 3 des CMA-Vertrags verbietet sämtliche Beschränkungen des Geld- und Kapitalverkehrs in den Mitgliedsländern. Ausgenommen sind lediglich Staatsinvestitionen.
Artikel 5 des CMA-Vertrags legt fest, dass Gold- und Devisengeschäfte in ihrer legalen Ausgestaltung ähnlich zu denen in Südafrika sein müssen. Weiterhin darf gemäß Artikel 9 ein Schiedsgericht eingerichtet werden, um Vertragsstreitigkeiten zwischen den Ländern zu klären.